# Ioan Caragea
Ioan Gheorghe Caragea (1754-1855) fue hospodar en Valaquia entre 1812 y 1818.

## Biografía
Nacido en 1754, fue señor de Muntenia de 1812 a 1818 y dotó al Principado de los códigos de leyes que llevan su nombre, elaborados por una comisión de jurisconsultos y sin someterlos al control de Rusia y Turquía. Estas leyes fueron publicadas en 1816. Bajo su gobierno, sin embargo, se cometieron numerosos abusos que provocaron el nacimiento de quejas por parte de los rumanos y la revocación de Caragea por la Puerta. Huyó a Italia en 1818, habiendo demostrado estar involucrado en el movimiento griego de Filikí Etería. En 1830 regresó a Atenas donde se instaló y murió en 1844.